# 奉儀
奉儀是中國唐代東宮皇太子妾的位號之一。
品秩為正九品，最多可有24人，是皇太子正式妻妾中最低階者。